# فلن
شهر فلن (به سوئدی: Flen) در ناحیه شهری فلن در کشور سوئد واقع شده‌ است. جمعیت این شهر ۱۶٫۴۶۷ در سال ۲۰۲۰  بوده است.